# آچیگوارا
آچیگوارا (به لاتین: Achigvara) یک منطقهٔ مسکونی در گرجستان است که در ناحیه اوچامچیرا واقع شده‌است. آچیگوارا ۱٬۰۳۲ نفر جمعیت دارد.